# Братство (фильм, 2009)
«Братство» (дат. Broderskab) — фильм-драма режиссёра Николо Донато о романтических отношениях двух членов неонацистской группировки, которые не знают, что им делать со своей страстью. В 2009 году на Римском кинофестивале картина удостоена главной премии в номинации «Лучший фильм».

## Сюжет
В центре сюжета картины группировка датских неонацистов. Ларс, один из самых ярких её членов, является скрытым геем. Когда-то он уволился из армии, так как не получил повышение по службе из-за подозрений в гомосексуальности. Соратники-неонацисты уважают и ценят его. Ларс знакомится с Джимми, одним из инициаторов жестокой расправы над молодыми геями. Между Ларсом и Джимми начинаются любовные отношения. Их вскоре становится трудно скрывать от других членов группировки, в которой «чистота рядов» превыше всего. С влюблёнными мужчинами жестоко расправляются: Ларс выживает, Джимми впадает в кому.

## В главных ролях
| Актёр          | Роль    |
| -------------- | ------- |
| Туре Линдхардт | Ларс    |
| Давид Денсик   | Джимми  |
| Мортен Хольст  | Патрик  |
| Николас Бро    | Михаэль |